# کاملیا سیننسیس

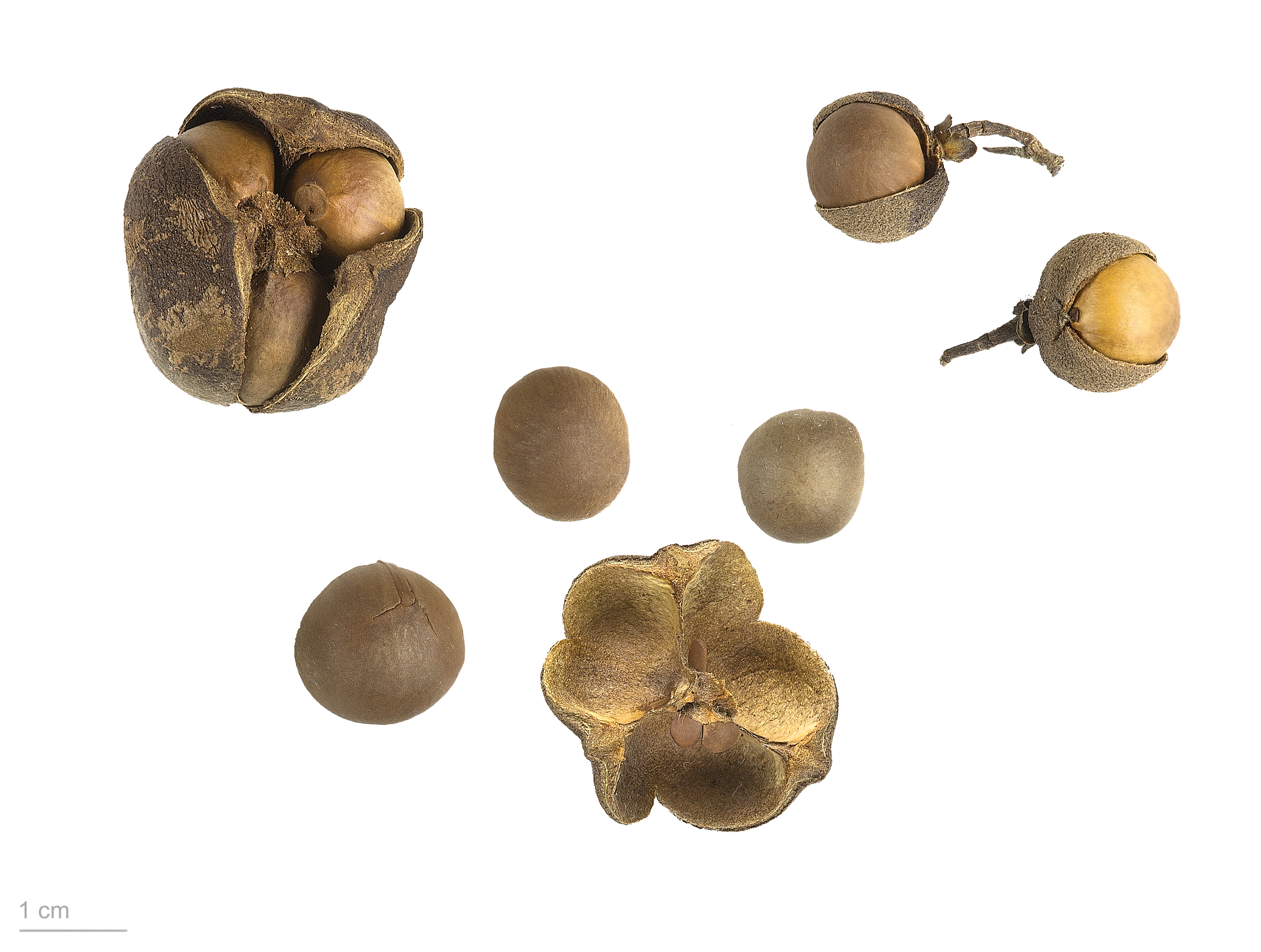
Camellia sinensis

کاملیا سیننسیس (نام علمی: Camellia sinensis) نام یک گونه از سرده کاملیا است. از برگ‌های این گیاه چای درست می‌کنند. چای سیاه نام یک نوشیدنی است که از گیاهی به نام کاملیا سیننسیس (Camellia sinensis) به دست می‌آید. لفظ «چای» کلمه‌ای چینی بوده که در قدیم در چین و شمال هند به کار برده می‌شد و ما دقیقاً همان کلمه را به زبان فارسی وارد کرده‌ایم. بوته چای برای اولین بار در چین و در حدود پنج هزار سال پیش شناخته شد که به‌تدریج علاوه بر دارا بودن خاصیت درمانی، برای مصرف رنگ‌آمیزی نیز به کار رفت. چای که در چین به‌صورت خودرو و طبیعی یافت می‌شود، بعد از مدتی به‌عنوان دم‌کرده، مفرح و باز آورنده سلامتی برای بدن به دربار پادشاهان راه یافت و حتی تا اواخر قرن گذشته، چای سیاه و چای سبز از نوشیدنی‌های تجملی و گران‌قیمت بوده است.
دربارهٔ تاریخ کشف چای، افسانه‌های زیادی گفته‌اند. ازجمله می‌گویند که یکی از امپراتوران چین دستور داد تا فردی را برای تنبیه از شهر بیرون کنند. آن شخص مدتی را در کوه و بیابان و در جنگل‌ها سرگردان بود و به همین خاطر بسیار ضعیف و ناتوان شده بود. در همین میان درختی را دید و از شدت گشنگی برگ آن را به‌عنوان غذا خورد و بعد از مدتی رنگ و رخسارش کاملاً زیبا به حالت اولیه برگشت. به‌طور مخفیانه وارد شهر شد و با یکی از نزدیکان امپراتور احوال خود را بازگو کرد. در نهایت امپراتور او را احضار کرد و از اینکه او صحیح و سلامت برگشته است متعجب شد. بعد از این ماجرا امپراتور، عده‌ای از طبیبان را برای تحقیق دربارهٔ خواص این گیاه مأمور کرد.
همچنین در افسانه‌ای دیگر گفته‌اند که روزی عده‌ای برای شکار به جنگل رفته بودند. گوشت یکی از شکارهای خود را در ظرفی ریختند و روی آن را با شاخه‌های چای پوشاندند. دوباره به شکار رفتند و بازگشت. چیزی که مشاهده کردند آن‌ها را بسیار متعجب زده کرده بود. گوشت‌ها کاملاً له‌شده بودند. نتیجه این مشاهده را به طبیبان اطلاع دادند و آن‌ها دریافتند که گیاه چای برای هضم غذا و زود پختن گوشت و حبوبات بسیار مؤثر است.
سابقه مصرف چای در ایران از قرن هفدهم میلادی گزارش‌شده که جهانگردان از چایخانه‌هایی گزارش داده‌اند که رجال و افراد ثروتمند در آنجا جمع شده و چای می‌نوشیدند. در ضمن در همان قرن هفدهم میلادی تاجری اصفهانی که دامنه تجارتش تا هندوستان می‌رسیده و اجناس این نواحی را به اروپا می‌برد و می‌فروخت، برای اولین بار چای را به اروپا برد و به‌عنوان نوشیدنی مفرح جدیدی که در هندوستان به آن «تِی» می‌گفتند، به اروپاییان چشاند.
زراعت چای بعد از چین، در هند و ژاپن و از قرن نوزدهم میلادی به‌تمامی نقاط مختلف و مستعد دنیا توسعه راه یافت. در روسیه و در سال ۱۸۸۵ به دستور دولت وقت، «پرنس-ورنتسف» در نواحی قفقاز شروع به کشت چای کردند. ژاپن در قرن نهم، در کشورهای آفریقایی و عثمانی در قرن نوزدهم به چای‌کاری پرداختند. نهال‌های چای در زمینی که خاک قرمز و مقداری آهن و هوای آن رطوبتی باشد و سرمای شدید کمتر از منهای ده درجه نباشد، به عمل می‌آید. البته شرایط دیگری مثل وجین مناسب و تقویت خاک و هرس هم جز عوامل مهم در این زراعت می‌باشد.